# Roine Johansson
Roine Ingvar Johansson, född 25 februari 1955 i Mariefred, Södermanlands län, svensk professor i sociologi. Johansson disputerade 1992 vid Uppsala universitet på avhandlingen Vid byråkratins gränser: om handlingsfrihetens organisatoriska begränsningar i klientrelaterat arbete. Johansson verkar sedan 1994 vid Mittuniversitetet i Östersund. Han blev docent där 1999 och är sedan 2005 professor i sociologi. Under 2002 verkade han som forskningsledare vid forskningsinstitutet Nordlandsforskning i Bodø, Norge.
Hans forskning har främst berört organisationssociologi, bl.a. utifrån förhandlingsteori för att förstå förhandlingar mellan organisationer. Han ingår även i en forskargrupp vid universitetet som inriktat sig på risk och kris i det heterogena samhället där han studerar krishanteringsorganisationen i svenska kommuner.